# Liste der britischen Außenminister

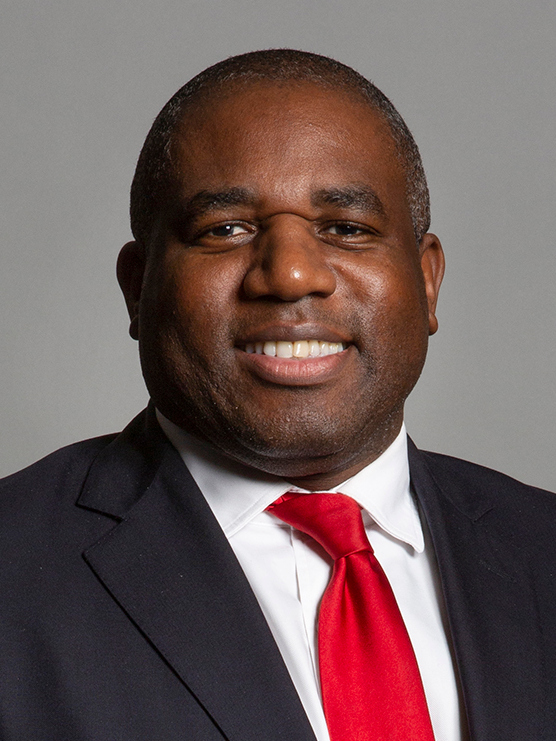
David Lammy, Außenminister des Vereinigten Königreichs seit 5. Juli 2024

Die Position des Außenministers mit der Bezeichnung Secretary of State for Foreign Affairs wurde im britischen Kabinett erstmals 1782 vergeben. 1968 änderte sich im Zuge der Umwandlung des Foreign Office in ein Foreign and Commonwealth Office die Amtsbezeichnung in Secretary of State for Foreign and Commonwealth Affairs.
Als Great Office of State zählt das Amt neben dem des Schatzkanzlers und des Innenministers zu den höchsten im britischen Kabinett und wurde bereits von mehreren Premierministern vor, während oder nach ihrer Tätigkeit als Regierungschef ausgeübt.

## Secretary of State for Foreign Affairs (1782–1968)
| Name                                              | Amtszeit                              | in Kabinett(en)                            |
| ------------------------------------------------- | ------------------------------------- | ------------------------------------------ |
| Charles James Fox                                 | 27. März 1782 – 5. Juli 1782          | Rockingham II                              |
| Thomas Robinson, 2. Baron Grantham                | 13. Juli 1782 – 2. April 1783         | Shelburne                                  |
| Charles James Fox                                 | 2. April 1783 – 9. Dezember 1783      | Fox-North                                  |
| George Nugent-Temple-Grenville                    | 19. Dezember 1783 – 23. Dezember 1783 | Pitt I                                     |
| Francis Osborne, 5. Duke of Leeds                 | 23. Dezember 1783 – Mai 1791          | Pitt I                                     |
| William Grenville, 1. Baron Grenville             | 8. Juni 1791 – 20. Februar 1801       | Pitt I                                     |
| Robert Jenkinson, 2. Earl of Liverpool            | 20. Februar 1801 – 14. Mai 1804       | Addington                                  |
| Dudley Ryder, 1. Earl of Harrowby                 | 14. Mai 1804 – 11. Januar 1805        | Pitt II                                    |
| Henry Phipps, 1. Earl of Mulgrave                 | 11. Januar 1805 – 7. Februar 1806     | Pitt II                                    |
| Charles James Fox                                 | 7. Februar 1806 – 13. September 1806  | Grenville                                  |
| Charles Grey, 2. Earl Grey                        | 24. September 1806 – 25. März 1807    | Grenville                                  |
| George Canning                                    | 25. März 1807 – 11. Oktober 1809      | Portland                                   |
| Henry Bathurst, 3. Earl Bathurst                  | 11. Oktober 1809 – 6. Dezember 1809   | Perceval                                   |
| Richard Wellesley, 1. Marquess Wellesley          | 6. Dezember 1809 – 4. März 1812       | Perceval                                   |
| Robert Stewart, 2. Marquess of Londonderry        | 4. März 1812 – 12. August 1822        | Perceval, Liverpool                        |
| George Canning                                    | 16. September 1822 – 30. April 1827   | Liverpool                                  |
| John Ward, 1. Earl of Dudley                      | 30. April 1827 – 2. Juni 1828         | Canning, Goderich, Wellington I            |
| George Hamilton-Gordon, 4. Earl of Aberdeen       | 2. Juni 1828 – 22. November 1830      | Wellington I                               |
| Henry Temple, 3. Viscount Palmerston              | 22. November 1830 – 15. November 1834 | Grey, Melbourne I                          |
| Arthur Wellesley, 1. Duke of Wellington           | 15. November 1834 – 18. April 1835    | Wellington II, Peel I                      |
| Henry Temple, 3. Viscount Palmerston              | 18. April 1835 – 2. September 1841    | Melbourne II                               |
| George Hamilton-Gordon, 4. Earl of Aberdeen       | 2. September 1841 – 6. Juli 1846      | Peel II                                    |
| Henry Temple, 3. Viscount Palmerston              | 6. Juli 1846 – 26. Dezember 1851      | Russell I                                  |
| Granville Leveson-Gower, 2. Earl Granville        | 26. Dezember 1851 – 27. Februar 1852  | Russell I                                  |
| James Howard Harris, 3. Earl of Malmesbury        | 27. Februar 1852 – 28. Dezember 1852  | Derby I                                    |
| John Russell, 1. Earl Russell                     | 28. Dezember 1852 – 21. Februar 1853  | Aberdeen                                   |
| George Villiers, 4. Earl of Clarendon             | 21. Februar 1853 – 26. Februar 1858   | Aberdeen, Palmerston I                     |
| James Howard Harris, 3. Earl of Malmesbury        | 26. Februar 1858 – 18. Juni 1859      | Derby II                                   |
| John Russell, 1. Earl Russell                     | 18. Juni 1859 – 3. November 1865      | Palmerston II                              |
| George Villiers, 4. Earl of Clarendon             | 3. November 1865 – 6. Juli 1866       | Russell II                                 |
| Edward Stanley, 15. Earl of Derby                 | 6. Juli 1866 – 9. Dezember 1868       | Derby III, Disraeli I                      |
| George Villiers, 4. Earl of Clarendon             | 9. Dezember 1868 – 6. Juli 1870       | Gladstone I                                |
| Granville Leveson-Gower, 2. Earl Granville        | 6. Juli 1870 – 21. Februar 1874       | Gladstone I                                |
| Edward Stanley, 15. Earl of Derby                 | 21. Februar 1874 – 2. April 1878      | Disraeli II                                |
| Robert Gascoyne-Cecil, 3. Marquess of Salisbury   | 2. April 1878 – 28. April 1880        | Disraeli II                                |
| Granville Leveson-Gower, 2. Earl Granville        | 28. April 1880 – 24. Juni 1885        | Gladstone II                               |
| Robert Gascoyne-Cecil, 3. Marquess of Salisbury   | 24. Juni 1885 – 6. Februar 1886       | Salisbury I                                |
| Archibald Primrose, 5. Earl of Rosebery           | 6. Februar 1886 – 3. August 1886      | Gladstone III                              |
| Stafford Northcote, 1. Earl of Iddesleigh         | 3. August 1886 – 12. Januar 1887      | Salisbury II                               |
| Robert Gascoyne-Cecil, 3. Marquess of Salisbury   | 14. Januar 1887 – 11. August 1892     | Salisbury II                               |
| Archibald Primrose, 5. Earl of Rosebery           | 18. August 1892 – 11. März 1894       | Gladstone IV                               |
| John Wodehouse, 1. Earl of Kimberley              | 11. März 1894 – 21. Juni 1895         | Rosebery                                   |
| Robert Gascoyne-Cecil, 3. Marquess of Salisbury   | 29. Juni 1895 – 12. November 1900     | Salisbury III                              |
| Henry Petty-FitzMaurice, 5. Marquess of Lansdowne | 12. November 1900 – 4. Dezember 1905  | Salisbury III, Balfour                     |
| Edward Grey                                       | 10. Dezember 1905 – 10. Dezember 1916 | Campbell-Bannerman, Asquith I, Asquith II  |
| Arthur Balfour                                    | 10. Dezember 1916 – 23. Oktober 1919  | Lloyd George                               |
| George Nathaniel Curzon                           | 23. Oktober 1919 – 22. Januar 1924    | Lloyd George, Bonar Law, Baldwin I         |
| Ramsay MacDonald                                  | 22. Januar 1924 – 3. November 1924    | MacDonald I                                |
| Austen Chamberlain                                | 6. November 1924 – 4. Juni 1929       | Baldwin II                                 |
| Arthur Henderson                                  | 7. Juni 1929 – 24. August 1931        | MacDonald II                               |
| Rufus Isaacs, 1. Marquess of Reading              | 25. August 1931 – 5. November 1931    | MacDonald III, MacDonald IV                |
| John Simon                                        | 5. November 1931 – 7. Juni 1935       | MacDonald IV                               |
| Samuel Hoare                                      | 7. Juni 1935 – 18. Dezember 1935      | Baldwin III                                |
| Anthony Eden                                      | 22. Dezember 1935 – 20. Februar 1938  | Baldwin III, Chamberlain I                 |
| Edward Wood, 1. Earl of Halifax                   | 21. Februar 1938 – 22. Dezember 1940  | Chamberlain I, Chamberlain II, Churchill I |
| Anthony Eden                                      | 22. Dezember 1940 – 26. Juli 1945     | Churchill I, Churchill II                  |
| Ernest Bevin                                      | 27. Juli 1945 – 9. März 1951          | Attlee I, Attlee II                        |
| Herbert Stanley Morrison                          | 9. März 1951 – 26. Oktober 1951       | Attlee II                                  |
| Anthony Eden                                      | 28. Oktober 1951 – 7. April 1955      | Churchill III                              |
| Harold Macmillan                                  | 7. April 1955 – 20. Dezember 1955     | Eden                                       |
| Selwyn Lloyd                                      | 20. Dezember 1955 – 27. Juli 1960     | Eden, Macmillan I, Macmillan II            |
| Alec Douglas-Home                                 | 27. Juli 1960 – 20. Oktober 1963      | Macmillan II                               |
| Rab Butler                                        | 20. Oktober 1963 – 16. Oktober 1964   | Douglas-Home                               |
| Patrick Gordon Walker                             | 16. Oktober 1964 – 22. Januar 1965    | Wilson I                                   |
| Michael Stewart                                   | 22. Januar 1965 – 11. August 1966     | Wilson I, Wilson II                        |
| George Brown                                      | 11. August 1966 – 16. März 1968       | Wilson II                                  |
| Michael Stewart                                   | 16. März 1968 – 17. Oktober 1968      | Wilson II                                  |

## Secretary of State for Foreign and Commonwealth Affairs (seit 1968)
| Name                                            | Amtszeit                               | in Kabinett(en)                 |
| ----------------------------------------------- | -------------------------------------- | ------------------------------- |
| Michael Stewart                                 | 17. Oktober 1968 – 19. Juni 1970       | Wilson II                       |
| Alec Douglas-Home                               | 20. Juni 1970 – 4. März 1974           | Heath                           |
| James Callaghan                                 | 5. März 1974 – 8. April 1976           | Wilson III, Wilson IV           |
| Anthony Crosland                                | 8. April 1976 – 19. Februar 1977       | Callaghan                       |
| David Owen                                      | 22. Februar 1977 – 4. Mai 1979         | Callaghan                       |
| Peter Carington, 6. Baron Carrington            | 5. Mai 1979 – 5. April 1982            | Thatcher I                      |
| Francis Pym                                     | 6. April 1982 – 11. Juni 1983          | Thatcher I                      |
| Geoffrey Howe                                   | 11. Juni 1983 – 24. Juli 1989          | Thatcher II, Thatcher III       |
| John Major                                      | 24. Juli 1989 – 26. Oktober 1989       | Thatcher III                    |
| Douglas Hurd                                    | 26. Oktober 1989 – 5. Juli 1995        | Thatcher III, Major I, Major II |
| Malcolm Rifkind                                 | 5. Juli 1995 – 2. Mai 1997             | Major II                        |
| Robin Cook                                      | 2. Mai 1997 – 8. Juni 2001             | Blair I                         |
| Jack Straw                                      | 8. Juni 2001 – 5. Mai 2006             | Blair II, Blair III             |
| Margaret Beckett                                | 5. Mai 2006 – 28. Juni 2007            | Blair III                       |
| David Miliband                                  | 28. Juni 2007 – 11. Mai 2010           | Brown                           |
| William Hague                                   | 11. Mai 2010 – 14. Juli 2014           | Cameron I                       |
| Philip Hammond                                  | 14. Juli 2014 – 13. Juli 2016          | Cameron I, Cameron II           |
| Boris Johnson                                   | 13. Juli 2016 – 9. Juli 2018           | May I, May II                   |
| Jeremy Hunt                                     | 9. Juli 2018 – 24. Juli 2019           | May II                          |
| Dominic Raab                                    | 24. Juli 2019 – 15. September 2021     | Johnson I, Johnson II           |
| Liz Truss                                       | 15. September 2021 – 6. September 2022 | Johnson II                      |
| James Cleverly                                  | 6. September 2022 – 13. November 2023  | Truss, Sunak                    |
| David Cameron, Baron Cameron of Chipping Norton | 13. November 2023 – 5. Juli 2024       | Sunak                           |
| David Lammy                                     | seit 5. Juli 2024                      | Starmer                         |